# Elsbeth Wallnöfer
Elsbeth Karolina Wallnöfer (* 1963 in Laas, Südtirol) ist eine Südtiroler Volkskundlerin und Autorin.

## Leben
Elsbeth Wallnöfer wuchs in Laas im Südtiroler Vinschgau in Italien auf. Ein Studium der Volkskunde und Philosophie an der Universität Wien schloss sie 1996 mit dem Diplom ab. Während der Studienzeit engagierte sich Wallnöfer für die Umsetzung des § 7 der Rechte österreichischer Minderheiten. Sie setzte sich aktiv für Rechte der Kärntner Slowenen ein. Dazu nahm sie gemeinsam mit slowenischen Studenten und Südtiroler Kommilitonen an einer Besetzung der Parteizentrale der ÖVP teil. 1997 promovierte sie bei Elisabeth Katschnig-Fasch am Institut für Volkskunde und Kulturanthropologie an der Universität Graz. Sie war Lehrbeauftragte an der Universität für Musik und darstellende Kunst Wien, an der Universität Wien und an der Universität Graz. Das Drehbuch des 2011 erschienen Films Stoff der Heimat schrieb sie zusammen mit dem Regisseur Othmar Schmiderer.
2018 kuratierte sie die Ausstellung Schaufenster Europa. Das Banat auf Schloss Hof. Seit 2019 tritt Wallnöfer zusammen mit der Künstlerin Barbara Ungepflegt in Performances rund um das „Ministerium für Heimatschmutz“ auf, unter anderem 2020 auf der Ars Electronica in Linz. 2022 moderierte sie die Gesprächsreihe Wir Tiroler*innen des Tiroler Landesmuseums in Innsbruck. Wallnöfer ist außerdem in der Gewerkschaft Younion aktiv. Als Kommentatorin schreibt sie u. a. für die Zeitungen Der Standard, Kurier und Falter.
Elsbeth Wallnöfer lebt in Wien und Südtirol.

## Werk
Wallnöfer forscht zu dem Begriff Heimat, publiziert über Brauchtum und Traditionen und beanstandet regelmäßig Heimattümeleien. Sie zeigt anhand von Trachten auf, welche Traditionen auf Nationalsozialisten zurückgehen, und bemüht sich, nach ihrem Selbstverständnis, den Deutschnationalen die Deutungshoheit darüber zu nehmen, was Brauchtum sei.
2008 publizierte Wallnöfer über Gertrud Pesendorfer, die ab 1938 Reichsbeauftragte für das deutsche Trachtenwesen und Leiterin der Mittelstelle Deutsche Tracht in Innsbruck war. Pesendorfer hatte willkürlich Trachtenregionen geschaffen, das Dirndl neu definiert und es ideologisch aufgeladen. 2013 machte Wallnöfer öffentlich, dass der Salzburger Volksmusiker Tobi Reiser überzeugter Nationalsozialist war. Seit 2014 wird kein Preis mehr im Namen von Tobi Reiser vergeben.

## Publikationen (Auswahl)
- Maß nehmen – Maß halten: Frauen im Fach Volkskunde, hg. von Elsbeth Wallnöfer, Böhlau, Wien 2007, ISBN 978-3-205-77645-1.

- Geraubte Tradition: Wie die Nazis unsere Kultur verfälschten, St. Ulrich Verlag 2011, ISBN 978-3-86744-194-0.
- Untersberg. Geschichten – Grenzgänge – Gangsteige, mit Bodo Hell und Walter Seitter, Anton Pustet 2012, ISBN 3-7025-0669-1.
- Märzveigerl und Suppenbrunzer. 555 Begriffe aus dem echten Österreich, Salzburg, Pustet, 2014, ISBN 978-3-7025-0749-7.
- Wilder Dachstein, mit Bodo Hell. Fotos von Peter M. Kubelka, Salzburg, Pustet, 2018, ISBN 3-7025-0889-9.
- Heimat. Ein Vorschlag zur Güte. Innsbruck, Haymon, 2019, ISBN 978-3-7099-3455-5.
- Tracht macht Politik. Innsbruck, Haymon, 2020, ISBN 978-3-7099-8113-9.
- Vom Kasperl oder Wurstel – Kleine Mischkulanzen. In: Susanne Winkler, Werner Michael Schwarz (Hrsg.): Der Wiener Prater. Labor der Moderne. Birkhäuser, Basel 2024, ISBN 978-3-0356-2855-5, S. 32–39.
- Politik der Verführung: Von „Volkskanzlern“ und politischen Illusionen, Michael Wagner Verlag, Innsbruck 2024, ISBN 978-3-7107-6799-9.
- How to wear a Dirndl: (k)eine Gebrauchsanleitung, Verlag Anton Pustet, Salzburg 2024, ISBN 978-3-7025-1142-5.